# Clemens Graf von Podewils
Clemens Graf von Podewils-Juncker-Bigatto, kurz auch Clemens von Podewils oder Clemens Podewils (* 20. August 1905 in Bamberg; † 5. August 1978 in München) war ein deutscher Journalist und Schriftsteller. 

## Leben
Clemens von Podewils stammte aus der Familie Podewils, war Offizierssohn und Enkel des bayerischen Ministerpräsidenten Clemens Graf von Podewils-Dürniz und studierte nach dem Abitur 1923 am Wilhelmsgymnasium München in München Rechtswissenschaft. In dieser Zeit wurde er Mitglied der katholischen Studentenverbindung Rheno-Bavaria. 1927 wurde er Referendar in Hamburg und wurde dort zum Dr. jur. promoviert. 1929 begann seine journalistische Tätigkeit als Kulturberichterstatter verschiedener deutscher Zeitungen (unter anderem Münchner Neueste Nachrichten, Germania, Kölnische Volkszeitung) in England und Frankreich. 1932 bis 1934 wirkte er als Presseattaché an der deutschen Botschaft in Brüssel. Anschließend zog er sich als Gutsbesitzer auf Schloss Schweißing bei Mies in Westböhmen zurück.
Ab 1939 war Podewils Kriegsberichterstatter in Russland, Italien und Frankreich und geriet 1944 (bis 1946) in englische Kriegsgefangenschaft. Von 1949 bis 1975 wirkte er als Generalsekretär der Bayerischen Akademie der Schönen Künste. In deren Auftrag gab er gemeinsam mit Heinz Piontek ab 1968/69 das internationale Jahrbuch für Literatur ensemble heraus. Ferner trat er mit Erzählungen (u. a. Der Zriny, 1955) und Lyrik (u. a. Wegwarte, 1978) hervor.
Am 26. September 1932 heiratete er die Lyrikerin Sophie Dorothee Freiin von Hirschberg (1909–1979), mit der er zwei Töchter hatte:
- Walburga (* 1935)
- Barbara von Wulffen (1936–2021), Autorin

## Werke
als Autor
- Söhne der Heimat. Ein epischer Bericht aus unseren Tagen. S. Fischer Verlag, Berlin 1941
- Savan. Gedichte. Claassen & Goverts, Hamburg 1948
- Don und Wolga. Aufzeichnungen aus dem Jahre 1942. Hanser Verlag, München 1952
- Wiedergeburt. Gedichte. D. Stempel, Frankfurt 1953
- Der Zriny. Erzählung. Piper Verlag, München 1955
- Totenreden für Gottfried Benn. Von Oskar Söhngen, Hans Egon Holthusen und Clemens Podewils. Limes Verlag, Wiesbaden 1956
- Wegwarte. Pfullingen: Neske 1978

als Herausgeber
- Im Frührot. Gedichte der Ungarn. Hrsg. von Clemens und Sophie Dorothee Podewils. Texte von Gyula Illyés, Tibor Tollas u. a.; Übersetzungen von Ilse Aichinger, Gotthard de Beauclair, Werner Bergengruen, Georg Britting, Günter Eich, Friedrich Georg Jünger, Gertrud von Le Fort, Clemens und Sophie Dorothee Podewils, Albert von Schirnding, Ina Seidel, Otto von Taube u. a. Hanser Verlag, München 1957
- Die Sprache. Vortragsreihe. Wissenschaftliche Buchgesellschaft, Darmstadt 1959
- Wort und Wirklichkeit. Vortragsreihe. Oldenbourg Verlag, München 1960
- Tendenzwende? Zur geistigen Situation der Bundesrepublik. Klett Verlag, Stuttgart 1975